# Mrs Dalloway
Pour les articles homonymes, voir Mrs Dalloway (film).
Mrs Dalloway est un roman de Virginia Woolf, publié en 1925, décrivant la journée d'une femme de la haute société dans l'Angleterre après la Première Guerre mondiale. Il s'agit d'un des romans de Woolf les plus connus. Mais loin de se centrer sur ce seul personnage, Virginia Woolf offre une fresque de la ville de Londres et de ses habitants, vie rythmée pour tous par Big Ben.

## Résumé
Clarissa Dalloway, en juin 1923, se rend chez le fleuriste. En rentrant chez elle, alors qu'elle fait le point sur son choix des années auparavant d'épouser Richard Dalloway au lieu de Peter Walsh, elle reçoit la visite impromptue de ce dernier. Leur conversation est émaillée par le ressac d'anciens souvenirs qui jaillissent dans l'esprit de Clarissa. 
Septimus Warren Smith est un jeune ex-militaire qui souffre depuis son retour du front d'un trouble de stress post-traumatique, d'hallucinations et de schizophrénie. Ce jour-là, il se défenestre au moment où son médecin cherche à l'interner. Or le spécialiste qu'il a consulté le jour même est un des invités à la soirée de Mrs Dalloway et, quand il mentionne devant elle cet événement, Clarissa est bouleversée par le choix de ce jeune homme que, pourtant, elle ne connaît pas.

## Thème
L'un des thèmes principaux de cet ouvrage est l'altérité, qu'il s'agisse de soi face aux autres, ou du face-à-face entre soi et soi-même. Mrs Dalloway s'apprécie ainsi de plusieurs façons. D'abord, elle apparaît comme un personnage mondain, puisqu'elle prépare au cours de la journée une réception qui a lieu à la fin du roman. À ce moment-là, elle est un être en représentation, elle joue son rôle d'hôtesse de maison comme un chef d'orchestre.
Le récit fait une distinction entre Mrs Dalloway et Clarissa, bien qu'il s'agisse de la même personne. Clarissa représente le personnage dans son intériorité, en tant que personne qui pense et qui sent. Mrs Dalloway représente le moi public du personnage, sa situation maritale, son rang social. La même distinction s'opère pour chacun des personnages secondaires. Cette dichotomie en crise existentielle, au cœur du roman, laisse des zones d'interrogation, notamment sur les raisons qui ont poussé Clarissa à quitter l'être qu'elle aimait pour se marier avec un inconnu qui avait pour seule caractéristique de « bien présenter ».

## Style
Le texte suit l'enchaînement des pensées de Mrs Dalloway, un flux de conscience, dans un style novateur pour l'époque. Il n'y a pas vraiment d'histoire, et Virginia Woolf le revendique.

## Genèse
Woolf avait initialement intitulé cet ouvrage The Hours. 
Ce titre fut repris en 1998 par Michael Cunningham pour un roman qui met en scène trois femmes (dont Virginia Woolf), à trois époques différentes reliées par le roman Mrs Dalloway.

## Éditions

### Édition originale en anglais
- Mrs. Dalloway, Londres, Hogarth Press, 1925

### Éditions en français
- Mrs. Dalloway (traduction de Simone David), Paris, Stock, Delamain et Boutelleau, 1929
- Mrs Dalloway (traduction de Pascale Michon), dans Romans et nouvelles, Paris, LGF, coll. « Le Livre de poche. La Pochothèque », 1993
- Mrs Dalloway (traduction de Marie-Claire Pasquier[7]), Paris, Gallimard, coll. « Folio classique » no 2643, 1994
- Mrs Dalloway (traduction de Nathalie Azoulai), Paris, P.O.L. #formatpoche, 2021

## Adaptations
- Une adaptation cinématographique par Marleen Gorris du roman, sous le titre Mrs Dalloway, est sortie en 1997.
- Cet ouvrage a inspiré Michael Cunningham pour son roman The Hours, récompensé du prix Pulitzer, adapté au cinéma par Stephen Daldry en 2001 avec le film The Hours.